# ریشارد رادو
ریشارد رادو (به آلمانی: Richard Rado) (زاده ۲۸ آوریل ۱۹۰۶ در برلین – درگذشته ۲۳ دسامبر ۱۹۸۹ در ردینگ) ریاضیدان اهل آلمان بود.

## زندگی و کارنامه
رادو در آغاز میان تحصیل ریاضیات و علاقه دیگرش نواختن پیانو مردد بود ولی سرانجام در برلین و گوتینگن به آموختن ریاضیات پرداخت و در ۱۹۳۳ با سرپرستی ایسای شور درجه دکتری ریاضیات را با رساله ای به نام «پژوهشهایی در ترکیبیات» به دست آورد. او که نسب یهودی داشت، پس از آن و با روی کار آمدن حزب نازی، آلمان را به قصد انگلستان ترک کرد و در دانشگاه کمبریج به پژوهشهایش ادامه داد. در آنجا با ریاضیدانانی همچون برنهارد نویمان و فیلیپ هال آشنا شد که روی او تاثیر گذاشتند. او سپس مدتی به دانشگاه شفیلد رفت و از سال ۱۹۵۴ تا زمان بازنشستگی اش در ۱۹۷۱ در دانشگاه ردینگ ماند.
زمینه کاری رادو ترکیبیات بود و او در این زمینه دستاوردهای فراوانی دارد. برای نمونه او به همراه اردوش حساب افرازها را در نظریه رمزی بنیان گذاشت و قضیه معروف به رمزی-اردوش را اثبات کرد. رادو پیش از آن در رساله دکترایش به پرسشهایی از نظریه رمزی پرداخته بود. وی همچنین به نظریه گراف پرداخت و در اینجا، گراف رادو یا گراف تصادف به نام او به ثبت رسیده است. اردوش درباره همکاری اش با رادو می گوید که خود او (اردوش) در کشف مثالهای خاص خوب بود ولی رادو توانایی تعمیم های بسیار عام و پرکاربرد را داشت.
رادو در سال ۱۹۸۱ دکترای افتخاری دانشگاه برلین را دریافت کرد و در سال های ۱۹۳۶، ۱۹۵۴ و ۱۹۷۴ به عنوان سخنران مدعو در کنگره جهانی ریاضیدانان در ونکوور درباره موضوعهایی در ترکیبیات سخنرانی کرد.

## جایزه ریشارد رادو
جایزه ریشارد رادو هر دو سال یک بار از سوی انجمن ریاضی آلمان به بهترین رساله دکتری در زمینه ریاضیات گسسته داده می شود.